# Rejon mozdocki
Rejon mozdocki (ros. Моздокский район) – rejon w należącej do Rosji północnokaukaskiej republice Osetii Północnej-Alanii.
Rejon stanowi najbardziej na północ wysuniętą część Ostii. Jego ośrodkiem administracyjnym jest miasto Mozdok. 

## Powierzchnia i ludność
Rejon ma powierzchnię 1,08 tys. km²; zamieszkuje go ok. 87,6 tys. osób (2005 r.), z czego blisko połowa (41,3 tys.) w stolicy rejonu – Mozdoku, będącym jedynym miastem na obszarze tej jednostki podziału administracyjnego.
Gęstość zaludnienia w rejonie wynosi 81,1 os./km²
Rejon mozdocki jest jedynym rejonem Osetii, w którym większość populacji stanowią Rosjanie (ponad 50%); ok. 40% ludności to Osetyjczycy. Poza tym żyją tutaj także m.in. Kumycy.

## Gospodarka
Rejon kirowski z racji korzystnych warunków klimatycznych i glebowych jest głównym ośrodkiem rolniczym Osetii. Uprawia się tutaj. m.in. jęczmień, psznicę, rośliny przemysłowe (rzepak, słoneczniki) oraz warzywa – pomidory, ogórki, cebulę i in.